# 아르헨티나의 트랜스젠더 권리

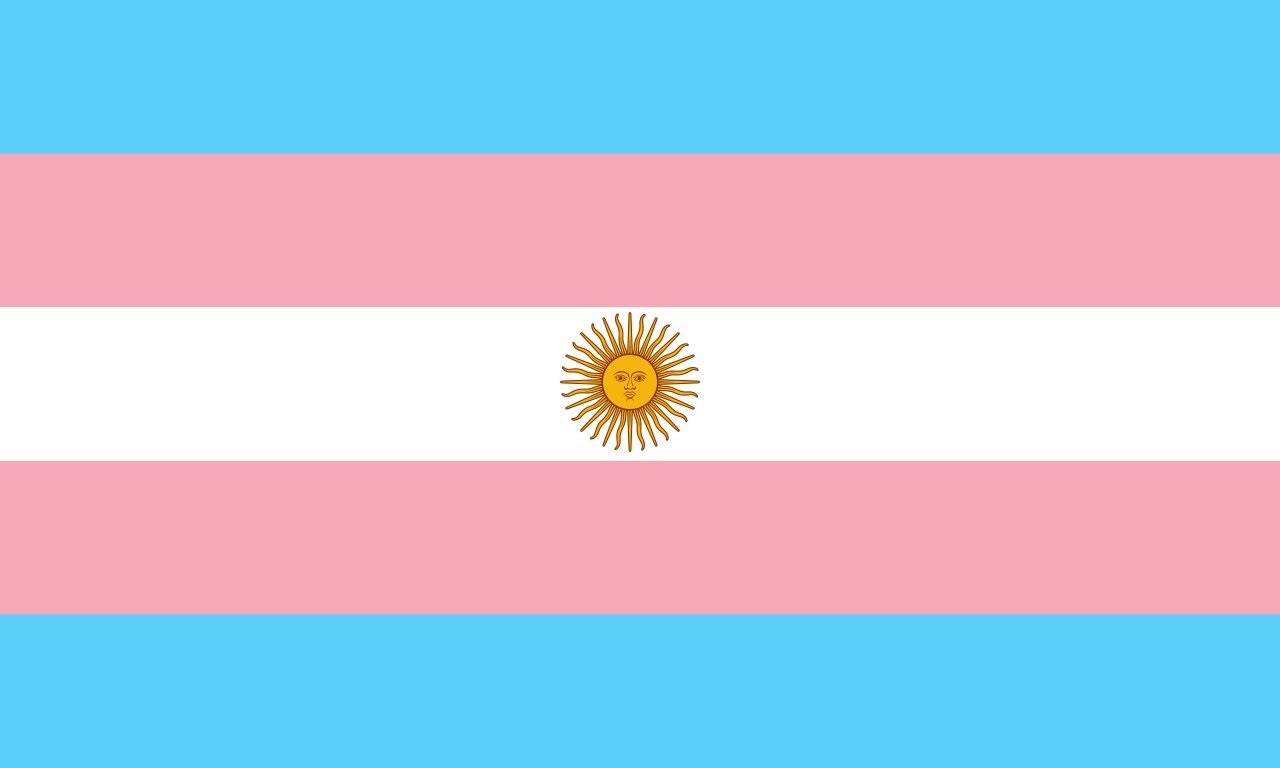
아르헨티나의 국기는 트랜스젠더 깃발과 합쳐졌다.

아르헨티나의 트랜스젠더 권리는 많은 사람들에 의해 세계에서 가장 진보적인 권리 중 하나라고 칭송되어 왔다. 2012년 아르헨티나는 "세계에서 가장 포괄적인 트랜스젠더 권리법 중 하나"로 "호르몬 치료, 수술, 정신 질환 진단과 같은 장벽에 직면하지 않고 성별 정체성을 변경할 수 있는 유일한 국가"로 만들었다. 2015년 세계보건기구는 트랜스젠더 권리를 제공하는 모범적인 국가로 아르헨티나를 꼽았다. 대표적인 트랜스젠더 운동가로는 로하나 버킨스, 다이애나 사카얀, 마리야 무뇨스, 마리아 벨렌 코레아, 마를렌 바야르, 클라우디아 피아 보드라코, 수지 쇼크, 라라 베르톨리니 등이 있다.
현재 아르헨티나의 트랜스젠더 활동가들은 차별금지법과 고용할당법, 트랜스젠더 살해를 중단하기 위한 법안을 추진하고 있다.
"트랜스젠더 권리 증진의 날"은 3월 18일 부에노스아이레스와 산타페 주에서 활동가 클라우디아 피아 보드라코를 기념하여 경축된다.

## 역사

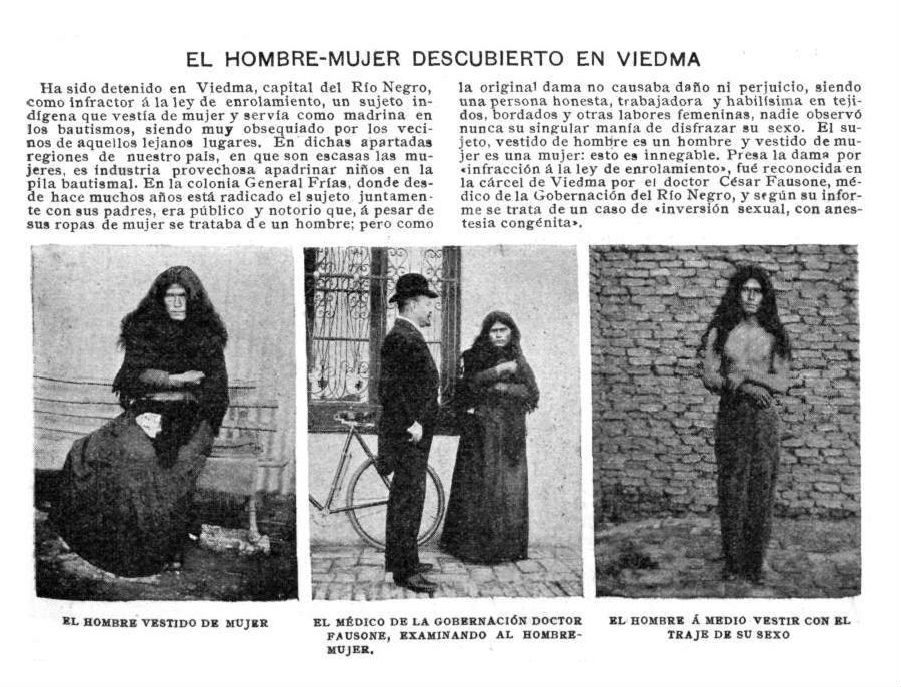
1902년 카라시 카레타스에서 온 소식, 리오네그로 주 비에드마에서 원주민 성소수자의 구금에 대해 기술했다.

1997년 Asociación de Lucha por la Identidad Travesti-Transsexual은 트랜스젠더의 권리를 옹호하기 위해 만들어졌다. 첫 번째 승리 중 하나는 2006년 대법원이 트랜스젠더가 자신의 권리를 위해 조직하고 캠페인을 벌일 법적 권리가 없다는 하급 법원의 판결을 뒤집는 것이었다.
2007년 대법원은 17세 소녀가 성전환 절차를 밟고 성전환 수술을 반영하도록 법적 문서를 변경할 법적 권리가 있다고 판결했다.
2009년에 Marcela Romero는 성별을 변경할 수 있는 법적 권리를 얻었고 정부로부터 명예 칭호를 받았다. 그녀는 올해의 명예 의회 여성상을 수상했다. Romero는 아르헨티나의 트랜스젠더 인권을 위한 주요 옹호자 중 한 명이다.
2012년 상원의원은 만장일치로 "성 법"을 승인했다.
2018년 중반, 산타페 주의 로사리오와 산타페 시에서는 마지막 군사 독재 정권의 희생자들에게 연금을 제공하는 역사 배상 프로그램에 트랜스젠더 몇 명을 포함시킬 것이라고 발표했다. 신문 Página/12는 "국가적 차원과 라틴 아메리카 전역에서 전례가 없는 조치가 공공 정책의 새로운 기준을 수립했다"고 평가하였다.
2018년 6월 18일, 부에노스아이레스 법원은 트랜스젠더 활동가 다이애나 사카얀을 살해한 혐의로 가브리엘 다비드 마리노에게 종신형을 선고했다. 아르헨티나 사법부는 역사상 처음으로 살인이 "travesti 정체성에 대한 증오 범죄"라고 인정했다. 이 판결은 LGBT 활동가들에 의해 널리 축하되었으며 "아르헨티나에서 진행 중인 사회적 변화의 또 하나의 예"로 간주되었다.
2019년 3월 1일, 트랜스젠더 활동가인 라라 마리아 베르톨리니(Lara María Bertolini)는 트라베스티 운동의 랜드마크로 간주된 사법적 판결을 통해 공식 성을 트랜스페미닌 논바이너리 레이블 "travesti femininity"로 변경할 수 있었다. 부에노스아이레스의 미리암 카탈디 판사는 '성 정체성'에 대한 법률의 정의를 인용하면서 '성 정체성법'이 베르톨리니의 사건에 적용된다고 생각했다. 신체에 대한 개인적인 경험을 포함하여 태어날 때 할당되었다고 언급하였다.
2019년 3월 19일, Neuquén 지방은 무직인 40세 이상의 트랜스젠더를 위한 연금을 발표했다. 그들은 "자신의 권리에 대한 체계적인 침해를 인정하는" 역사적 배상 프로그램의 일환으로 매월 경제적 기부금을 받게 된다.
2021년 7월 20일 Alberto Fernández 대통령은 RENAPER(National Registry of Persons)에 "X"로 표시된 모든 국가 신분증과 여권에 제3의 성별 옵션을 허용하도록 명령했다. 이 조치는 아르헨티나 신분증을 소지한 비시민권 영주권자에게도 적용된다. 2012년 성 정체성법에 따라 아르헨티나는 모든 공식 문서에서 논바이너리 젠더를 법적으로 인정하는 세계에서 몇 안 되는 국가 중 하나가 되었다.

## 성정체성 법
Ley de Género(성 법)는 성인에게 공공 또는 민간 의료 계획의 일부로 성전환 수술과 호르몬 요법을 허용한다. 이 법은 또한 의사나 판사의 승인 없이 시민 등록부의 성별, 이미지 또는 출생 이름을 변경할 수 있도록 허용한다. 2013년, 출생 시 남성으로 지정된 6세 소녀 Luana는 아르헨티나에서 처음으로 신분증에 새 이름이 공식적으로 변경된 트랜스젠더 아동이 되었다. 그녀는 국가의 성 정체성 법의 혜택을 받은 이 중에서 가장 어리다고 여겨진다.
이 법은 아르헨티나를 "호르몬 요법, 수술, 정신과 진단과 같은 장벽에 직면하지 않고 성 정체성을 변경할 수 있는 유일한 국가"로 만들었다. 2015년 세계보건기구(WHO)는 아르헨티나를 트랜스젠더 권리를 제공하는 모범 국가로 언급했다.

## 공공 부문에서의의 트랜스젠더 고용 할당량
2020년 9월 4일 Alberto Fernández 대통령은 Decreto 국가 공공 부문에서 트랜스젠더 및 트라베스티에 대한 고용 할당량을 1%로 설정했다. 이 법안은 이전에 하원에서 다양한 장래 법안으로 논의되었다. 이 법령은 2012년 성정체성법에 명시된 바와 같이 특정 시점에서 중앙 정부의 모든 공공 부문 근로자 중 최소 1%가 트랜스젠더여야 한다고 규정하고 있다. 이 이니셔티브는 이전에 Diana Sacayán과 같은 아르헨티나 트랜스젠더 및 트라베스티 활동가에 의해 제안되었으며, 그의 노력으로 2015년 부에노스아이레스 지방 차원에서 그러한 법률이 추진되었다.
2021년 6월 25일, 아르헨티나 상원은 이 법을 연장하는 법안을 통과시켰다. 새로운 법은 트라베스티스, 트랜스젠더에 대한 공식적인 고용의 촉진을 위한 것이며, 개인 사업에도 경제적 인센티브를 부여한다. 트래비스티와 트랜스 노동자를 고용하고, 트랜스 소유 중소기업에 신용 한도를 우선시한다.

## 같이 보기
- 트랜스젠더
- 논바이너리 젠더의 법적 인정